# ERT2
ERT2, também conhecida como p44MAPK, MAPK3 e ERK1, é uma enzima que em humanos é codificada pelo gene MAPK3.
Ela é um membro da superfamília de proteína quinase, família de proteína cinase CMGC Ser/Thr, subfamília de MAP quinase. ERT2 é um apelido para o gene, proteína quinase 3 (ativada por mitógeno), em seres humanos. Os pesquisadores fundiram a enzima a ERT2, em seguida ativaram o complexo com um análogo de tamoxifeno, 4-hidroxitamoxifeno, no caso de Cas9, a fim de colocar os controles no sistema CRISPR/Cas9..

## Interações
MAPK3 demonstrou  interagir com:
- DUSP3,[7]
- DUSP6[8]
- GTF2I,[9]
- HDAC4,[10]
- MAP2K1,[11][12][13][14][15]
- MAP2K2,[11][12][15]
- PTPN7,[16][17][18]
- RPS6KA2,[19][20]  and
- SPIB.[21]